# Milionerzy
Milionerzy (deutsch: Millionäre) ist eine polnische Spielshow auf der Grundlage des ursprünglich britischen Formates Who Wants to Be a Millionaire?, ähnlich dem deutschen Ableger Wer wird Millionär?. Die Show wird von Hubert Urbański moderiert.

## Produktionsgeschichte
Die erste Staffel wurde vom 3. September 1999 bis zum 26. Januar 2003 ausgestrahlt, die zweite folgte in der Zeit vom 19. Januar 2008 bis 19. Dezember 2010. Die Sendung war jeden Sonntag um 18 Uhr (UTC+1) auf dem privaten polnischen Fernsehsender TVN zu sehen. Produzent der ersten Staffel war Endemol, dem Intergalactic folgte. 2017 wurde die Firma Jake Vision Produzent. Ab Herbst 2025 auf Fernsehsender Polsat zu sehen.

## Ablauf
Das Ziel des Spieles ist, eine Million Złoty durch die Beantwortung von 12 Multiple-Choice-Fragen zu gewinnen. Es gibt drei Joker: Einen Fünfzig-Fünfzig- (Pół na pół), einen Telefon- (Telefon do przyjaciela) und einen Publikumsjoker (Pytanie do publiczności).
Wenn ein Teilnehmer die zweite Frage richtig beantwortete, gewann er bereits mindestens 1000 Złoty. Im Falle der korrekten Beantwortung der siebten Frage waren ihm 40.000 Złoty sicher. Die neuen Regeln, die ab März 2010 gegolten hatten, beinhalteten einen „Frage-tauschen-Joker“, den der Kandidat erhielt, wenn er auf die Sicherheitsstufe bei 40.000 Złoty verzichtete. Setzte der Kandidat den Joker Zamiana pytania ein, entschied er sich damit für den Tausch der gestellten Frage gegen eine andere Frage gleichen Schwierigkeitsgrades. Dabei konnte der Kandidat nicht mehr zur vorherigen Frage zurückkehren. Bei dieser Variante mit vier Jokern gab es aber nur eine Sicherheitsstufe: 1000 Złoty. Die zweite Sicherheitsstufe bei 40.000 Złoty fiel weg, aber im Gegenzug wurde dem Kandidaten der vierte Joker zugeschaltet. Seit dem 9. Februar 2017 war die Sendung von Montag bis Donnerstag um 20:55 Uhr auf TVN zu sehen. Die Regeln waren wie im Jahr 2008: 12 Fragen, eine Million Złoty, 2 Sicherheitsstufen und die 3 traditionellen Joker: Fifty-Fifty- (Pół na pół), Telefon- (Telefon do przyjaciela) und Publikumsjoker (Pytanie do publiczności). Seit 2024, die Regeln sind verändert nochmal. Nach Frage 7 (40.000 Złoty, zweite Sicherheitsstufe), der Kandidat gewinn der vierte Joker dazu, die Switch-Joker (Zamiana pytania).

## Aussehen und Veränderungen des Aussehens
Von 1999 bis 2003 änderte sich dreimal das Studiodesign. Für 2008 wurde das Design nochmals verändert. Seit 2017 wurde das fünfte Studiodesign verändert.
Das erste Logo von Milionerzy aus dem Jahr 1999 unterschied sich vom Standard-Logo. Es war eine violette Raute auf einem Scheitel und Ringe auf sich selbst, auf dem Hintergrund der Milionerzy-Bildunterschrift. Das zweite orientierte sich am traditionellen Stil, ist rund mit grünem Fragezeichen.
In der zweiten Version von Milionerzy gab es zwölf Fragen:
1. Frage: 500 Złoty
2. Frage: 1000 Złoty, Sicherheitsstufe*
3. Frage: 2000 Złoty
4. Frage: 5000 Złoty
5. Frage: 10.000 Złoty
6. Frage: 20.000 Złoty
7. Frage: 40.000 Złoty, Sicherheitsstufe*
8. Frage: 75.000 Złoty
9. Frage: 125.000 Złoty
10. Frage: 250.000 Złoty
11. Frage: 500.000 Złoty
12. Frage: 1.000.000 Złoty

Bis November 2024 hatten acht Kandidaten den Hauptgewinn von einer Million Złoty gewonnen.
In der Polsat Version von Milionerzy die Geldbaum verändert:
1. Frage: 1.000 Złoty
2. Frage: 2.000 Złoty, Sicherheitsstufe*
3. Frage: 5.000 Złoty
4. Frage: 10.000 Złoty
5. Frage: 15.000 Złoty
6. Frage: 25.000 Złoty
7. Frage: 50.000 Złoty, Sicherheitsstufe*
8. Frage: 75.000 Złoty
9. Frage: 125.000 Złoty
10. Frage: 250.000 Złoty
11. Frage: 500.000 Złoty
12. Frage: 1.000.000 Złoty